# Isodontia laevipes
Isodontia laevipes là một loài côn trùng cánh màng trong họ Sphecidae, thuộc chi Isodontia. Loài này được W. Fox miêu tả khoa học đầu tiên năm 1897.